# India Allen
India Allen (Portsmouth, 1º giugno 1965) è un'attrice e modella statunitense, Playmate del mese nel dicembre 1987 e Playmate dell'anno nel 1988.

## Carriera
Figlia di un ministro anglicano di origini inglesi e di una donna di origini native americane, India Allen apparve sul paginone centrale della celebre rivista Playboy nel dicembre 1987, venendo scelta Playmate dell'anno nel 1988.
Esordì come attrice nel 1990, con Under Crystal Lake. Nel 1994 co-produsse e interpretò nel ruolo di sé stessa in Almost Hollywood, mentre nel 2000 scrisse la sceneggiatura del western The Rowdy Girls, prodotto dalla Troma.
Nel 2004 fu nel cast del film collettivo Tales from the Crapper, diretto tra gli altri da Lloyd Kaufman e prodotto dalla Troma. In origine dovevano essere due film distinti, entrambi diretti da India Allen e interpretati dalla pornostar Julie Strain ma un disaccordo tra la Allen e il presidente della Troma Lloyd Kaufman fece sfumare il progetto e la modella e il regista si fecero causa. Nel film ultimato appare la Allen, grazie alle scene precedentemente girate; il film fu terminato con scene aggiuntive e trasformato in un lungometraggio contenente due episodi.

## Filmografia

### Attrice
- Under Crystal Lake, regia di Kris Kertenian (1990)
- Round Numbers, regia di Nancy Zala (1992)
- Wild Cactus, regia di Jag Mundhra (1993)
- Silk Degrees, regia di Armand Garabidian (1994)
- Seduce Me: Pamela Principle 2, regia di Edward Holzman (1994)
- The Force, regia di Mark Rosman (1995)
- Tattoo, a Love Story, regia di Richard W. Bean (2002)
- Tales from the Crapper, regia di Gabriel Friedman, Chad Ferrin, Dave Paiko, Brian Spitz e Lloyd Kaufman (2004)

### Sceneggiatrice
- The Rowdy Girls, regia di Steven Nevius (2000)

### Produttrice
- Almost Hollywood, regia di Michael Weaver (1994)
- The Rowdy Girls, regia di Steven Nevius (2000)
- Tales from the Crapper, regia di Gabriel Friedman, Chad Ferrin, Dave Paiko, Brian Spitz e Lloyd Kaufman (2004)